# Ian Wynne
Ian Wynne est un kayakiste anglais pratiquant la course en ligne. Il décroche la médaille de bronze à l'épreuve K-1 500 mètres aux jeux olympiques d'été de 2004 d'Athènes,.